# Чемпионство WWE в первом тяжёлом весе (1991–2007)
Чемпионство WWE в первом тяжёлом весе (1991–2007) (англ. WWE Cruiserweight Championship) — упраздненный чемпионский титул, созданный и первоначально продвигавшийся в World Championship Wrestling (WCW), а позже в World Wrestling Federation/Entertainment (WWF/WWE). Титул оспаривался рестлерами-полутяжеловесами, вес которых не превышал 102 кг. После приобретения WCW тогдашним WWF в 2001 году, чемпионат был переименован и стал чемпионатом WWF в первом тяжёлом весе (а позже WWE в первом тяжёлом весе). В 2002 году был объединён с существовавшим в WWE своим чемпионатом WWF в полутяжёлом весе став единственным, а чемпионат WWF в полутяжёлом весе был упразднён. Во время первого разделения на бренды в 2002 и до упразднения, был единственным титулом, который стал эксклюзивным для бренда SmackDown! и не разу не переходил на другой.
Чемпионат был создан в WCW в 1996 году, а Шинджиро Отани стал первым чемпионом. Однако после покупки WCW WWF/E посчитали этот титул продолжением более раннего чемпионата WCW в полутяжёлом весе, который был создан в 1991 году, а упразднён в 1992, где первым чемпионом был Брайан Пиллман. Чемпионат был упразднён в 2007 году, а Хорнсвоггл стал последним чемпионом.
В 2016 году был создан новый чемпионат WWE в первом тяжёлом весе, Титул отличается от текущего — до 2019 года у них было одинаковое название, но история титула начата заново. В 2019 году чемпионат был переименован в чемпионат NXT в первом тяжёлом весе. Чемпионат так же имел другой весовой предел в 205 фунтов (93 килограмма), 4 января 2022 года его упразднили.

## История создания
.}}
Данный чемпионат был первоначально создан как чемпионат WCW в первом тяжёлом весе 20 марта 1996 года. Однако после приобретения активов World Championship Wrestling конкурирующей компанией WWE (ранее WWF), обо ранее существовавших чемпионата в WCW чемпионат WCW в полутяжёлом весе (1991—1992) годов и чемпионат WCW в первом тяжёлом весе (1996—2001) годов считаются единым. WWE учитывает их историю как единую, а чемпионы полутяжи и чемпионы первого тяжёлого веса считаются чемпионами одного чемпионата, который продолжался как текущий чемпионат.
В 1991 году в WCW был введён новый титул чемпионат WCW в полутяжёлом весе (в WCW это было отдельное чемпионство, WWE считают оба чемпионата как один), был проведен турнир для определения первого чемпиона. 27 октября Брайан Пиллман победил Рики Мортона в финале турнира и стал первым чемпионом. 2 сентября 1992 года Брэд Армстронг был вынужден отказаться от чемпионства из-за травмы, с того момента титул стал неактивным. 20 марта 1996 года, Шинджиро Отани победил Дикого Пегаса (Крис Бенуа) в решающем матче, за чемпионство которое WCW стали считать новым чемпионатом WCW в первом тяжёлом весе не имеющим общей истории с чемпионатом WCW в полутяжёлом весе.
В марте 2001 года World Wrestling Federation (WWF) выкупила активы World Championship Wrestling. Вскоре после этого произошло «вторжение», в результате которого Альянс был окончательно распущен. После Survivor Series (2001) в ноябре 2001 года название чемпионата было переименовано в чемпионат WWF в первом тяжёлом весе, в то же время действующий в WWE титул чемпиона WWF в полутяжёлом весе был упразднён и объединён с текущим. После смены названия компании с WWF на WWE в 2002 году чемпионат был также переименован в чемпионат WWE в первом тяжёлом весе и стал эксклюзивным для бренда SmackDown!.
Последним чемпионом стал Хорнсвоггл который выиграл титул чемпиона WWE в первом тяжёлом весе на The Great American Bash (2007), в «шестистороннем матче на выбывание». Последняя защита титула состоялся 31 августа 2007 года на очередном выпуске SmackDown!, когда Хорнсвоггл успешно защитил титул против Джейми Ноубла. В сентябре 2007 года титул был вакантирован, после того, как генеральный менеджер SmackDown! Вики Герреро сняла чемпионство с Хорнсвоггла.
После шестимесячного неиспользования титула WWE удалила чемпионат из активных, хотя первоначально чемпионство числилось не как упразднённое, а как вакантное. После этого титул был перемещен из списка активных чемпионатов в раздел несуществующих чемпионатов. Таким образом, титул был тихо удален. Начиная с сентября 2007 года чемпионство стало неактивным и числится как упразднённое.

## Турнирные таблицы

### Таблица турнира за титул чемпион WCW в полутяжёлом весе
См. также Таблица турнира за титул чемпион WCW в полутяжёлом весе

### Таблица турнира за титул чемпион WCW в первом тяжёлом весе
Турнир за титул чемпионат WCW в первом тяжёлом весе, финал которого состоялся 20 февраля 2000 года. Турнир проводился для выявления нового чемпиона WCW в первом тяжёлом весе, после того, как предыдущий чемпион Оклахома сложил полномочия чемпиона так как превысил максимально допустимый вес в этой категории.
|  | Первый раунд                            | Первый раунд              | Первый раунд         |                  |                           | Полуфиналы           | Полуфиналы       | Полуфиналы |  |                           | Финал SuperBrawl 2000 20 февраля 2000 года | Финал SuperBrawl 2000 20 февраля 2000 года | Финал SuperBrawl 2000 20 февраля 2000 года |
|  |                                         |                           |                      |                  |                           |                      |                  |            |  |                           |                                            |                                            |                                            |
|  | Мексика                                 | Псикоз                    | Проходит в полуфинал |                  |                           |                      |                  |            |  |                           |                                            |                                            |                                            |
|  | Япония                                  | Каз Хаяши                 | —                    |                  |                           |                      |                  |            |  |                           |                                            |                                            |                                            |
|  | Япония                                  | Каз Хаяши                 | —                    |                  | Япония                    | Каз Хаяши1           | —                |            |  |                           |                                            |                                            |                                            |
|  |                                         |                           |                      |                  | Япония                    | Каз Хаяши1           | —                |            |  |                           |                                            |                                            |                                            |
|  |                                         | Соединённые Штаты Америки | Артист               | Проходит в финал |                           |                      |                  |            |  |                           |                                            |                                            |                                            |
|  | Соединённые Штаты Америки               | Соединённые Штаты Америки | Артист               | Проходит в финал | Артист                    | Проходит в полуфинал |                  |            |  |                           |                                            |                                            |                                            |
|  | Соединённые Штаты Америки               |                           |                      |                  | Артист                    | Проходит в полуфинал |                  |            |  |                           |                                            |                                            |                                            |
|  | Пуэрто-Рико · Соединённые Штаты Америки | Кид Ромео                 | —                    |                  |                           |                      |                  |            |  |                           |                                            |                                            |                                            |
|  | Пуэрто-Рико · Соединённые Штаты Америки | Кид Ромео                 | —                    |                  |                           |                      |                  |            |  | Соединённые Штаты Америки | Артист                                     | Чемпион                                    |                                            |
|  |                                         |                           |                      |                  |                           |                      |                  |            |  | Соединённые Штаты Америки | Артист                                     | Чемпион                                    |                                            |
|  |                                         | Соединённые Штаты Америки | Лэш Леру             | —                |                           |                      |                  |            |  |                           |                                            |                                            |                                            |
|  | Соединённые Штаты Америки               | Соединённые Штаты Америки | Лэш Леру             | —                | Лэш Леру                  | Проходит в полуфинал |                  |            |  |                           |                                            |                                            |                                            |
|  | Соединённые Штаты Америки               |                           |                      |                  | Лэш Леру                  | Проходит в полуфинал |                  |            |  |                           |                                            |                                            |                                            |
|  | Соединённые Штаты Америки               | Эван Караджес             | —                    |                  |                           |                      |                  |            |  |                           |                                            |                                            |                                            |
|  | Соединённые Штаты Америки               | Эван Караджес             | —                    |                  | Соединённые Штаты Америки | Лэш Леру             | Проходит в финал |            |  |                           |                                            |                                            |                                            |
|  |                                         |                           |                      |                  | Соединённые Штаты Америки | Лэш Леру             | Проходит в финал |            |  |                           |                                            |                                            |                                            |
|  |                                         | Соединённые Штаты Америки | Шеннон Мур           | —                |                           |                      |                  |            |  |                           |                                            |                                            |                                            |
|  | Соединённые Штаты Америки               | Соединённые Штаты Америки | Шеннон Мур           | —                | Шейн Хелмс                | —                    |                  |            |  |                           |                                            |                                            |                                            |
|  | Соединённые Штаты Америки               |                           |                      |                  | Шейн Хелмс                | —                    |                  |            |  |                           |                                            |                                            |                                            |
|  | Соединённые Штаты Америки               | Шеннон Мур                | Проходит в полуфинал |                  |                           |                      |                  |            |  |                           |                                            |                                            |                                            |

1. ↑  Псикоз выиграл свой матч в первом раунде, но не смог принять участие в полуфинальном матче. Казу Хаяши было разрешено заменить его в матче.

## История титула

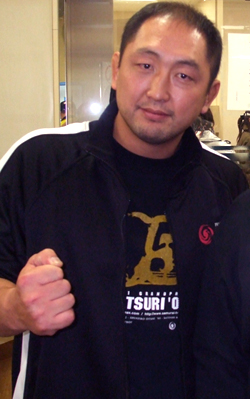
Center|Шинджиро Отани Первый Чемпион WCW в первом тяжёлом весе

[[Файл:Wiki-otani.jpg|right|thumb|200px|

### История чемпионата в федерациях и на брендах
Титул оспаривался в разное время в двух федерациях, сначала это была WCW, а после WWE. После разделения на бренды 25 марта 2002 года все титулы WWE стали эксклюзивными либо для бренда Raw либо для бренда SmackDown!. С момента принятия титула в WWE данный титул был единственным, который стал эксклюзивным для бренда SmackDown! и не разу не переходил на другой.
| Дата перехода         | Федерация Бренд | Примечания |
| --------------------- | --------------- | --- |
| 27 октября 1991 года  | WCW             | Создан титул чемпиона WCW в полутяжёлом весе. В WCW титулы чемпиона WCW в полутяжёлом весе и чемпиона WCW в первом тяжёлом весе были разными чемпионатами. |
| 2 сентября 1992 года  | N/A             | Титул чемпиона WCW в полутяжёлом весе стал неактивным из-за травмы Брэда Армстронга. В дальнейшем был объявлен турнир для выявления нового чемпиона, но он никогда не проводился, в итоге чемпионство перестало использоваться.                                                                      |
| 20 марта 1996 года    | WCW             | Создан титул чемпиона WCW в первом тяжёлом весе. В WCW титулы чемпиона WCW в полутяжёлом весе и чемпиона WCW в первом тяжёлом весе были разными чемпионатами. |
| 26 марта 2001 года    | WWE/F           | Чемпионат был принят в WWE. Компания учитывает оба чемпионата существовавших в WCW как единый. Позже названия чемпионата было переименовано в чемпионат WWF в первом тяжёлом весе |
| 25 марта 2002 года    | SmackDown       | После разделение на бренды 2002 года чемпион WWE в первом тяжёлом весе Таджири был закреплён за SmackDown!. |
| 25 сентября 2007 года | N/A             | Генеральный менеджер SmackDown! Вики Герреро, заявила, что так как Хорнсвоггл является незаконным сыном Винса Макмэхона это делает его слишком большой мишенью для других рестлеров и вынудила его отказаться от титула В дальнейшем чемпионство перестали использовать без официального объявления. |

## Статистика

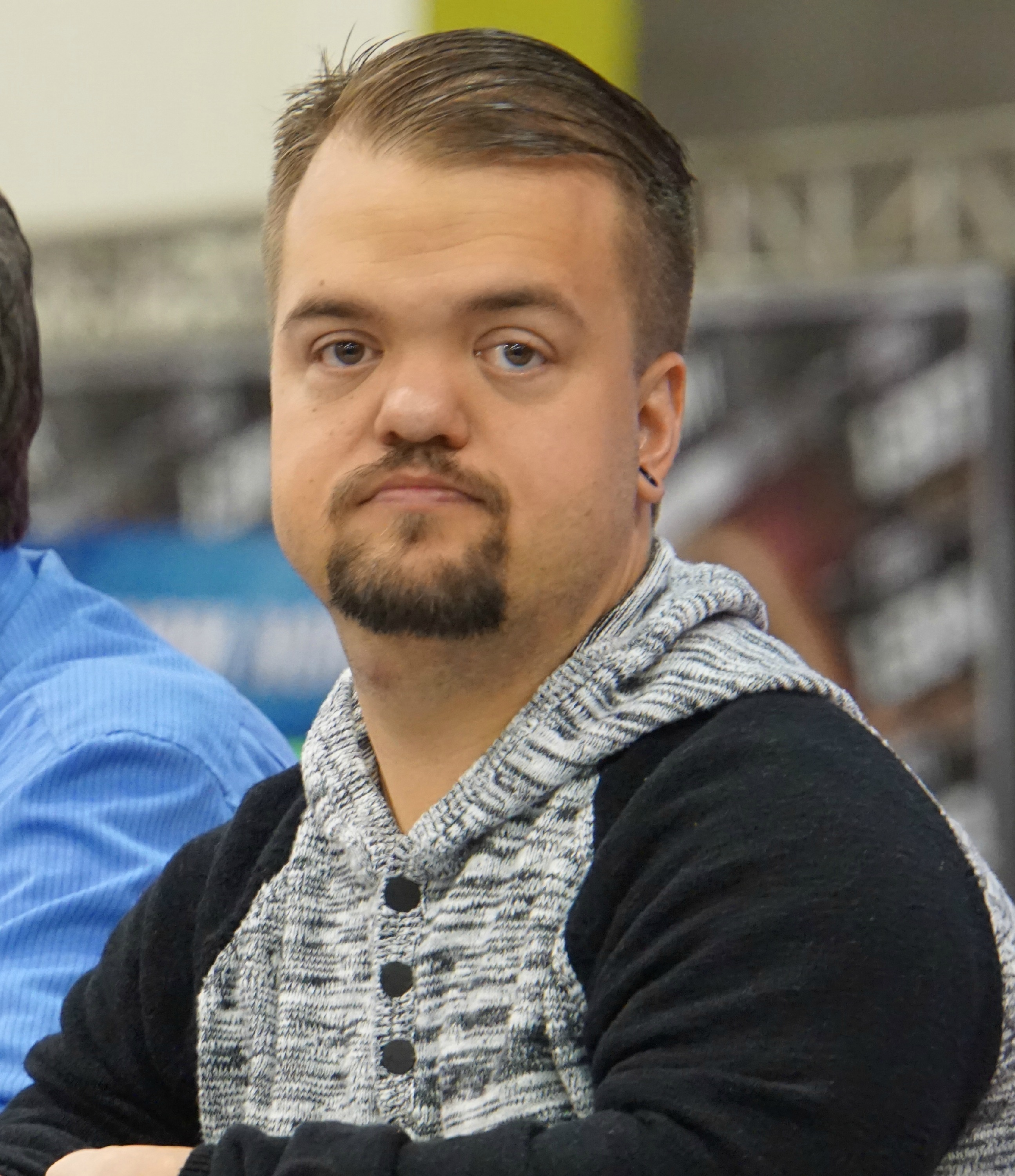
Center|Последний чемпион,
Хорнсвоггл

[[Файл:Hornswoogle WrestleMania Axxess 2015 (cropped).jpg|right|thumb|200px|
| Рекорд                             | Обладатель                    | Значение | Примечания |
| ---------------------------------- | ----------------------------- | -------- | --- |
| Наибольшее количество тайтл-рейнов | Рей Мистерио/Рей Мистерио мл. | 8 раз    | За время существования титула, Рей завоёвывал его и в WCW и в WWE |
| Самое длительное чемпионство       | Грегори Хелмс                 | 385 дней | Он также имеет самое длинное комбинированное чемпионство, в 532 дня |
| Самое короткое чемпионство         | Психоз                        | <1 дня   | Было представлено, что Психоз победил Ленни Лейна, однако поединка никогда не проходила. Ему просто вручили титул, после того как забрали у Лейна. Turner Broadcasting System владеющая телеканалом TNT не одобрили его гиммик с гомосексуальным уклоном. |
| Самый возрастной чемпион           | Чаво Классик                  | 55 лет   | Завоевал титул в «матче с тройной угрозой». Один из противников в матче был его сын Чаво Герреро мл. — на момент матча который был чемпионом. |
| Самый молодой чемпион              | Хорнсвоггл                    | 21 год   | Хорнсвоггл стал последним чемпионом, когда Вики Герреро являющаяся на тот момент генеральный менеджер упразднила титул. |
| Самый тяжёлый чемпион              | Оклахома                      | 101 кг   | Чемпионат оспаривали рестлеры вес которых не превышал 225 фунтов — 102 килограмма. Забрал титул у Мадусы, первой женщины чемпионки данного чемпионата. |
| Самый лёгкий чемпион               | Жаклин                        | 54 кг    | Чемпионат оспаривали рестлеры вес которых не превышал 225 фунтов — 102 килограмма. Жаклин стала третьей женщиной, которая выиграла чемпионат полутяжей.                                                                                                   |

### Комментарии
1. ↑  WCW создали новый чемпионат первого тяжёлого веса
2. ↑  WWE считают чемпионат WCW в полутяжёлом весе и чемпионат WCW/WWF/WWE в первом тяжёлом весе единым чемпионатом
3. ↑  Дата создания в WCW
4. ↑  Дата создания как признаёт WWE, объединяя в одну историю чемпионат WCW в полутяжёлом весе и чемпионат WCW/WWF/WWE в первом тяжёлом весе
5. ↑  WWE, объединяют в одну историю чемпионат WCW в полутяжёлом весе и чемпионат WCW/WWF/WWE в первом тяжёлом весе
6. ↑  В WCW Чемпионат WCW в полутяжёлом весе и Чемпионат WCW в первом тяжёлом весе были разными чемпионатами
7. ↑  Первый чемпион как признаёт WWE, объединения в одну историю чемпионат WCW в полутяжёлом весе и чемпионат WCW/WWF/WWE в первом тяжёлом весе
8. ↑  Первый чемпион завоевавший титул в WCW

1. ↑  Группировка рестлеров состоящая из оставшегося состава ростеров WCW и ECW противостоящие основному составу WWF